# Laxtjärnen (Färnebo socken, Värmland)
Laxtjärnen är en sjö i Filipstads kommun i Värmland och ingår i Göta älvs huvudavrinningsområde.